# Luigi IV Enrico di Borbone-Condé
Luigi Enrico di Borbone, Duca di Borbone, Principe di Condé (Versailles, 18 agosto 1692 – Chantilly, 27 gennaio 1740), è stato un nobile e politico francese.
Fu duca di Borbone, settimo principe di Condé (1710), duca d'Enghien e duca di Guisa, pari di Francia.
Era figlio di Luigi III di Borbone e di Luisa Francesca di Borbone, mademoiselle de Nantes e divenne erede al titolo della sua casata nel 1710. Non appena divenne principe di Condé fu chiamato monsieur le duc, avendo i successori della casa dei Condé perso il titolo di monsieur le prince.

## Biografia

### Gli inizi ed il consiglio di reggenza
Alla morte del duca di Berry passò all'ottavo posto nel diritto di successione alla corona di Francia dopo il Delfino (il futuro Luigi XV), il re di Spagna, il principe delle Asturie, l'infante Filippo, l'infante Ferdinando, il duca d'Orléans e suo figlio, il duca di Chartres.
Dopo la morte di Luigi XIV (1º settembre 1715) si tenne una seduta solenne nella Gran sala del parlamento di Parigi che riuniva le corti sovrane, i principi di sangue reale i duchi ed i pari di Francia: era l'uso per proclamare la reggenza. Fu data lettura del testamento di Luigi XIV e dell'editto dell'agosto 1714 relativo ai diritti di successione dei bastardi. Il duca d'Orléans fu proclamato reggente dalla gente del re. Egli chiese l'ammissione immediata del duca di Borbone-Condé al consiglio, con il titolo di capo. Il duca di Borbone-Condé, gran maestro di Francia, chiese a sua volta che il comando delle truppe, attribuito da Luigi XIV al duca di Maine, fosse affidato al reggente. Nonostante le rimostranze del Maine, essi ottennero ciò che chiedevano.
In seguito il duca si impegnò a ridurre di rango i bastardi. Nell'agosto 1716, accompagnato dal fratello conte di Charolais e dal cugino principe di Conti, chiese al Luigi XV un lit de justice  per abolire le disposizioni del 1714 e la dichiarazione del 23 maggio 1715. Il 1º luglio 1717 il consiglio di reggenza revocò l'editto del 1714 e la dichiarazione del 23 maggio 1715. Ciò nondimeno i bastardi conservarono i loro privilegi, in particolare la precedenza sui pari di Francia e sui duchi. In seguito al lit de justice del 26 agosto 1718, i bastardi persero i loro onori e il duca di Borbone-Condé si arrogò il diritto di sovrintendere all'educazione di Luigi XV al posto di Luigi Augusto di Borbone, duca di Maine, come aveva stabilito nel suo testamento il defunto re Luigi XIV, dopo che il duca avesse compiuto il ventiquattresimo anno di età.

### Primo ministro
Alla morte del reggente, duca Filippo II d'Orléans (1674 – 1723), Luigi-Enrico chiese al re di succedergli come primo ministro. Luigi XV, sentito il parere favorevole del cardinale Fleury, accettò ma promise a quest'ultimo di non consultare mai il duca di Borbone in sua assenza. Brutto, grande ed orbo, il duca passava per un povero di spirito. La sua amante, Giovanna Agnese Berthelot de Pleneuf, marchesa di Prie, aveva su di lui molta influenza, anche se si limitava essenzialmente a proteggere arti e lettere.
Il suo primo compito fu quello di trovare una moglie al re, ormai in grado di procreare. La fidanzata predestinata, Marianna Vittoria di Borbone (Spagna), (31 marzo 1718 – 15 gennaio 1781), figlia di Filippo V di Spagna e di Elisabetta Farnese, era ancora troppo giovane ed essendo il nuovo duca d'Orléans Luigi (1703 – 1752) il primo in ordine di successione alla corona di Francia, dopo il giovane Luigi XV, il duca di Borbone non voleva correre il rischio di trovarselo sul trono. Il primo marzo fu respinta la fidanzata predestinata ed il duca ed il cardinale Fleury passarono in rivista le potenziali candidate finché la scelta cadde inaspettatamente sulla principessa Maria Leszczyńska, seconda figlia del principe Stanislao Leszczyński, già re di Polonia, spodestato dal trono da Federico-Augusto I di Sassonia (re di Polonia con il nome di Augusto II di Polonia).
Dopo due anni di attività come primo ministro si trovò ad aver scontentato tutti, soprattutto dopo l'adozione di dure misure fiscali volte a risanare le finanze statali, già rovinate dal tracollo del sistema di Law. Egli tentò di porre in cattiva luce il cardinale Fleury presso il re, ma la manovra non riuscì ed il re lo costrinse a porgere le proprie scuse al cardinale e, dopo averlo lasciato nominalmente in carica fino all'11 giugno 1726, lo esiliò nel castello di Chantilly.

## Matrimoni e discendenza
Nel 1713 sposò Maria Anna di Borbone-Conti (1689 – 1720), figlia di Francesco-Luigi di Borbone-Conti ma da questo primo matrimonio non nacquero figli.
Otto anni dopo il decesso della prima moglie, il 23 luglio 1728, sposò Carolina di Hessen-Rheinfels-Rotenburg (1714 – 1741) dalla quale ebbe un solo figlio:
- Luigi Giuseppe (1736 – 1818), il futuro principe di Condé.

Ebbe poi da una delle sue amanti, Armande Félice de La Porte Mazarin (1691 – 1729), una figlia:
- Anne-Henriette de Bourbon, detta mademoiselle de Verneuil, (Parigi, 23 aprile 1725 – Beaumont-les-Tours, 11 settembre 1780), che legittimò nel 1734.[6]

## Stemma
| Image | Stemma                                                                      |
| ----- | --------------------------------------------------------------------------- |
| \| \| | Luigi IV Enrico di Borbone-Condé Principe di Condé, Gran Maestro di Francia |
|       |                                                                             |

## Ascendenza
|                                    |                       |                                       | Genitori                             |  |  | Nonni |  |  | Bisnonni                  |  |  | Trisnonni                  |  |
|                                    |                       |                                       |                                      |  |  |       |  |  | Luigi II di Borbone-Condé |  |  | Enrico II di Borbone-Condé |  |
|                                    |                       |                                       |                                      |  |  |       |  |  | Luigi II di Borbone-Condé |  |  | Enrico II di Borbone-Condé |  |
|                                    |                       | Carlotta Margherita di Montmorency    |                                      |  |  |       |  |  | Luigi II di Borbone-Condé |  |  |                            |  |
| Enrico III Giulio di Borbone-Condé |                       |                                       |                                      |  |  |       |  |  | Luigi II di Borbone-Condé |  |  |                            |  |
|                                    |                       | Chiara Clemenza di Maillé             | Urbain de Maillé-Brézé               |  |  |       |  |  |                           |  |  |                            |  |
|                                    |                       | Chiara Clemenza di Maillé             | Urbain de Maillé-Brézé               |  |  |       |  |  |                           |  |  |                            |  |
|                                    |                       | Chiara Clemenza di Maillé             | Nicole du Plessis de Richelieu       |  |  |       |  |  |                           |  |  |                            |  |
| Luigi III di Borbone-Condé         |                       | Chiara Clemenza di Maillé             |                                      |  |  |       |  |  |                           |  |  |                            |  |
|                                    |                       | Edoardo del Palatinato-Simmern        | Federico V del Palatinato            |  |  |       |  |  |                           |  |  |                            |  |
|                                    |                       | Edoardo del Palatinato-Simmern        | Federico V del Palatinato            |  |  |       |  |  |                           |  |  |                            |  |
|                                    |                       | Edoardo del Palatinato-Simmern        | Elisabetta Stuart                    |  |  |       |  |  |                           |  |  |                            |  |
| Anna Enrichetta del Palatinato     |                       | Edoardo del Palatinato-Simmern        |                                      |  |  |       |  |  |                           |  |  |                            |  |
|                                    |                       | Anna Maria di Gonzaga-Nevers          | Carlo I di Gonzaga-Nevers            |  |  |       |  |  |                           |  |  |                            |  |
|                                    |                       | Anna Maria di Gonzaga-Nevers          | Carlo I di Gonzaga-Nevers            |  |  |       |  |  |                           |  |  |                            |  |
|                                    |                       | Anna Maria di Gonzaga-Nevers          | Caterina di Lorena                   |  |  |       |  |  |                           |  |  |                            |  |
| Luigi-Enrico di Borbone-Condé      |                       | Anna Maria di Gonzaga-Nevers          |                                      |  |  |       |  |  |                           |  |  |                            |  |
|                                    | Luigi XIII di Francia | Enrico IV di Francia                  |                                      |  |  |       |  |  |                           |  |  |                            |  |
|                                    | Luigi XIII di Francia | Enrico IV di Francia                  |                                      |  |  |       |  |  |                           |  |  |                            |  |
|                                    | Luigi XIII di Francia | Maria de' Medici                      |                                      |  |  |       |  |  |                           |  |  |                            |  |
| Luigi XIV di Francia               | Luigi XIII di Francia |                                       |                                      |  |  |       |  |  |                           |  |  |                            |  |
|                                    |                       | Anna d'Austria                        | Filippo III di Spagna                |  |  |       |  |  |                           |  |  |                            |  |
|                                    |                       | Anna d'Austria                        | Filippo III di Spagna                |  |  |       |  |  |                           |  |  |                            |  |
|                                    |                       | Anna d'Austria                        | Margherita d'Austria-Stiria          |  |  |       |  |  |                           |  |  |                            |  |
| Luisa Francesca di Borbone-Francia |                       | Anna d'Austria                        |                                      |  |  |       |  |  |                           |  |  |                            |  |
|                                    |                       | Gabriele de Rochechouart de Mortemart | Gaspare de Rochechouart de Mortemart |  |  |       |  |  |                           |  |  |                            |  |
|                                    |                       | Gabriele de Rochechouart de Mortemart | Gaspare de Rochechouart de Mortemart |  |  |       |  |  |                           |  |  |                            |  |
|                                    |                       | Gabriele de Rochechouart de Mortemart | Luisa de Maure                       |  |  |       |  |  |                           |  |  |                            |  |
| Madame de Montespan                |                       | Gabriele de Rochechouart de Mortemart |                                      |  |  |       |  |  |                           |  |  |                            |  |
|                                    |                       | Diana di Grandseigne                  | Giovanni di Grandseigne de Marsillac |  |  |       |  |  |                           |  |  |                            |  |
|                                    |                       | Diana di Grandseigne                  | Giovanni di Grandseigne de Marsillac |  |  |       |  |  |                           |  |  |                            |  |
|                                    |                       | Diana di Grandseigne                  | Caterina de La Béraudière            |  |  |       |  |  |                           |  |  |                            |  |
|                                    |                       | Diana di Grandseigne                  |                                      |  |  |       |  |  |                           |  |  |                            |  |